# Социјална подршка избеглица
Социјална подршка избеглица  је вид психолошке помоћи коју појединац може добити од неке друге особе или своје референтне групе (породица, вршњаци, колеге, пријатељи). Веома је важан чинилац у процесу социјалне терапије и рехабилитације и може бити од велике помоћи у превенцији менталног  здравља избеглица и суочавању избеглица са животом у новој земљи.Један од елемената социјалне подрђке је и стварање услова да избеглице из истих области буду у могућности да живе близу једни другима.

## Основне информације
Социјална подршка избеглица се састоји од међуљудских трансакција које укључују изражавање позитивног афекта и пружање помоћи или социјалне подршке једној или више особа. Она омогућава да се основне друштвене потребе избеглица у новој, њима страној средине задовоље кроз интеракцију са другима.
Постоје бројни докази о социјалној подршци као једној од главних детерминанти субјективног благостања , будући да се појединац осећа вољенијим, задовољнијим собом и са већом толеранцијом на стрес , ресурси који су од виталног значаја за одабир одговарајућих стратегија суочавања у складу са ситуацијом.
Чак и у случају добро организоване социјалне подршке од државе, може бити неопходно да друштвену подршку пружају и статутарне или добровољне агенције изван заједница избеглица и тражилаца азила у складу са локалним неформалним и формалним структурама и мрежама. Један од модел за такву подршку предложили су британски аутори 2014. године, и назвали хе ВАМБА процес, у којем је идентификовано и наведено пет основних компоненти подршке избеглицама и тражиоцима азила:
- Добродошлица: добронамерно испитивање историје тражиоца азила усредсређено на особу у пријатељском окружењу и уз коришћење преводилаца ако је потребно.
- Пратња: доступност социјалне подршке у животу особе која тражи азил (између осталог присуства у заједници као што су заједница изгнаника и интимне привржености) може подстаћи сигурност код тражилац азила и помоћни раднику да заједно могу преговарати о кризним тренуцима.
- Посредовање: пружање врсте хуманитарне солидарности и бриге која ће надокнадити неке од негативних последица процеса тражења азила и хегемонијског поретка који он представља и посредовање између појединачног тражиоца азила и системских ограничења процеса азила.
- Пријатељство: је друга страна односа пратње која настоји да ублажи политичку реалност у којој се налазе тражиоци азила, а која је изразито непријатељска: строго контролисана, сумњичава, препирљива и веома непријатељска.
- Заступање: професионални однос помоћи између радника и клијента може потенцијално да умањи изолацију коју изазивају околности у којима неки тражиоци азила могу да живе дајући времена да чују глас појединца и пружајући подршку која одговара потребама појединца.

### Култура и пол

#### Родне разлике
Према истраживању, жене имају тенденцију за пружање више друштвене подршке и више су укључене у своје друштвене мреже.  С тога, жене ће можда чешће тражити друштвену подршку како би се избориле са стресом, посебно оног којем су изложене од својих супружника.
С друге стране, установљено је да је понашање мушкараца генерално више асоцијално, уз мање разматрања утицаја који њихово суочавање може имати на друге особе.  

#### Културне разлике
Иако се верује да је социјална подршка универзални ресурс, постоје одређене културне разлике у новоу и облику социјалне подршке.
У многим азијским културама, особа се посматра као колективна јединица друштва, док су западне културе више индивидуалистичке и концептуализују друштвену подршку као трансакцију у којој једна особа тражи помоћ од друге.
У више међузависним источњачким културама, људи су мање склони да траже помоћ од других. На пример, установљено је да европљани чешће користе своје друштвене односе за друштвену подршку него азијати. Ове разлике у социјалној подршци могу бити укорењене у различитим утврђеним културним идејама о друштвеним групама.  
Постоје и културолошке разлике у различитим стратегијама суочавања када се пружају различите врсте социјалне подршке.  У афроамеричким домаћинствима, на пример, подршка је ограничена и многе црне мајке одгајају своју децу без мушке особе.  Овим женама је тешко доћи до могућности запослења због расне дискриминације .  С обзиром на услове угрожености, то понекад доводи до тога да деца играју улоге одраслих тако што одрастају у једнородитељској породици , што може одузети подршку која је одређеној деци потребна.  

## Здравствене користи
Тврди се да социјална подршка производи одређене позитивне ефекте на здравље, углавном након стреса, након кога је способна да заштити појединца од патогених фактора који могу изазвати стресне догађаје.  Претпоставља се да социјална подршка може повећати емоционално и физичко благостање, или барем смањити негативне ефекте и истовремено погодовати промени понашања појединца, без обзира на стрес који доживљава.  
Међутин друга истраживања директно сугеришу да, када се достигне одређени праг социјалне подршке, то не резултује упоредивим повећањем физичког и/или менталног благостања.
Међутим, постоји још један модел социјалне подршке који је сматра посредничком варијаблом између стреса и болести.  а то је, испуњавање функције тампонирања код појединца које му омогућава да редефинише стресну ситуацију, суочи се с њом кроз нестресне стратегије и инхибира психопатолошке процесе који би могли да се покрену да нема социјалне подршке.  У таквим условима појединац је сигуран да има довољно ресурса, како материјалних тако и емоционалних, и може да избегне захтевну ситуацију коју дефинише као стресну и самим тим та ситуација нема негативан утицај на његоово здравље.